# László Hollós

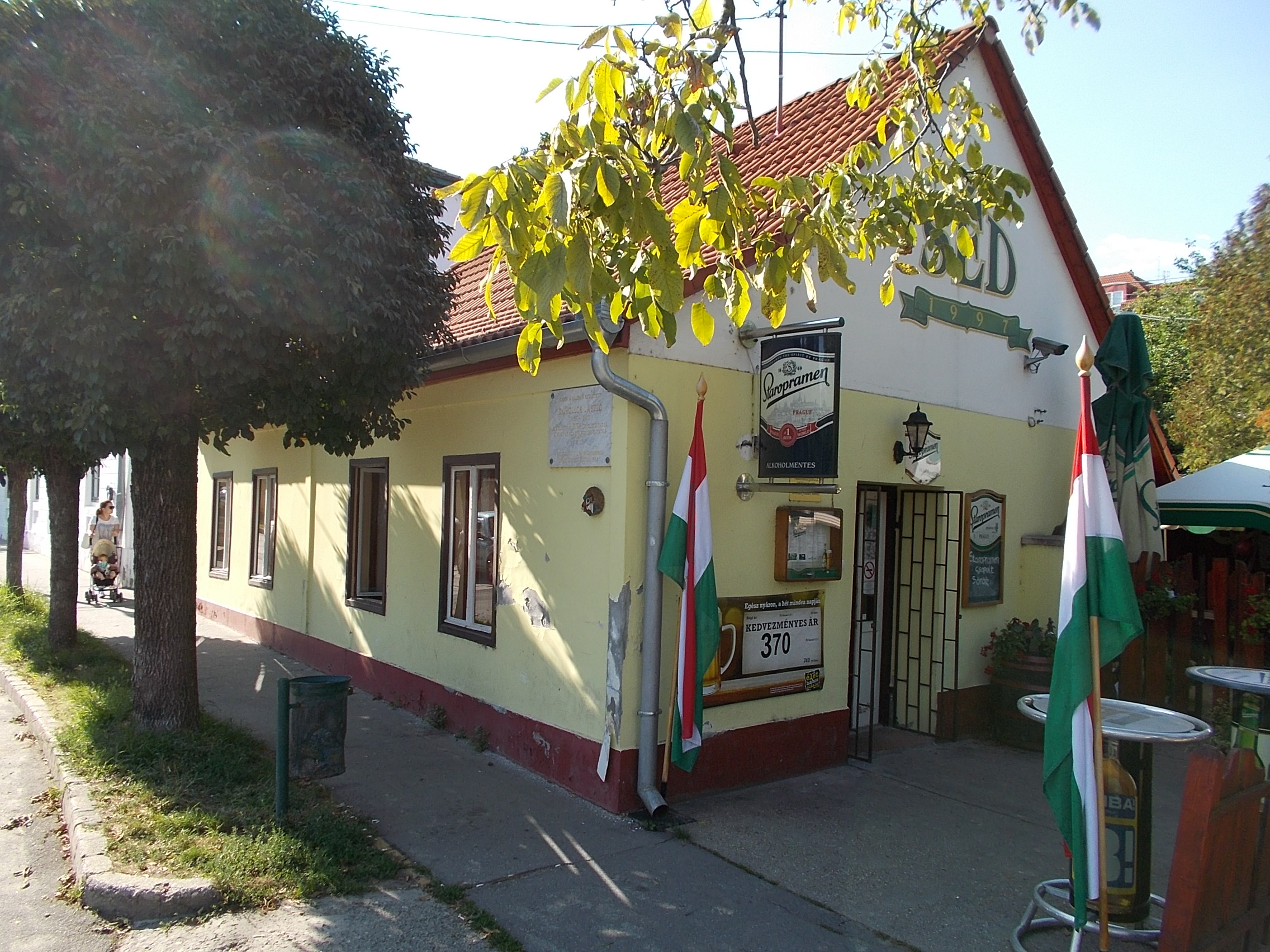
Dom rodzinny w Szekszárdzie

László Hollós, Ladislaus Hollós (ur. 18 czerwca 1859 w Szekszárdzie,  zm. 16 lutego 1940 tamże) – węgierski nauczyciel, botanik i mykolog.

## Życiorys
W latach 1877–1880 studiował fizykę i chemię na Politechnice i na Uniwersytecie Budapeszteńskim, a także w Wiedniu na stypendium państwowym. W 1887 roku ponownie zapisał się na uniwersytet w Budapeszcie, aby studiować przedmioty z historii naturalnej. W 1892 r. uzyskał doktorat z botaniki, mineralogii i chemii. Od 1891 do 1901 r. uczył w szkole w Kecskemét, zajmując się dodatkowo badaniami naukowymi, głównie z zakresy mykologii i botaniki. W 1898 r. jako botanik wziął udział w kaukaskiej wyprawie naukowej zorganizowanej przez Mór Déchyego. W pracy zawodowej nie układało mu się dobrze, wdał się bowiem w konflikt ze swoim głównym przełożonym szkoły, Pongrácem Kacsóhem. W 1911 roku porzucił pracę w gniewie i frustracji, przeszedł na emeryturę i zniszczył swoją słynną europejską kolekcję grzybów i innych okazów przyrodniczych. Jesienią 1911 r. wrócił do rodzinnego miasta Szekszárd.

## Praca naukowa
Hollós opisał florę i warunki geologiczne miasta Kecskemét i jego okolicy, a następnie skupił się na badaniach grzybów. Opisał kilka nowych gatunków grzybów, głównie z okolic Kecskemét i Szekszárd, Łącznie w latach 1910–1930 zidentyfikował prawie 1400 gatunków grzybów. W wyniku jego badań udowodniono, że flora grzybowa piaszczystych stepów Wielkiej Niziny Węgierskiej jest znacznie bogatsza niż wcześniej sądzono. Jego badania nad podziemnymi grzybami (truflowate Tuberaceae) i całej grupy wnętrzniaków Gasteromycetes) na Węgrzech są cenne, a jego praca z 1903 roku została opublikowana w niemieckim tłumaczeniu w Lipsku.
W uznaniu jego osiągnięć naukowych w 1904 r. został wybrany członkiem korespondentem Węgierskiej Akademii Nauk.
Opisał nowe gatunki grzybów i roślin. W naukowych nazwach opisanych przez niego taksonów dodawane jest jego nazwisko Hollos. Jego nazwiskiem nazwano niektóre gatunki grzybów, np. Hollosia vertesensis, Camarosporium hollosii, Disciseda hollosiana, Hypnum hollosianum, Leptospheria hollosii, Seimatosporium hollosii i  rodzaj roślin Hollosia Gyeln.

## Wybrane publikacje
- Hollós, L. Die Gasteromyceten Ungarns, Leipzig: 1904, 278 s.
- Hollós, L. Magyaroszág fődalatti gombái, Budapest: 1911, 248 s.
- Hollós, L. Kecskemét vidékének gombái, Budapest: 1913, 179 s.
- Hollós, L. Szekszárd vidékének gombái, Budapest: 1933, 215 s.